# Emil Bernstorff
Emil G. J. Bernstorff (Middlesex, 7 de junio de 1993) es un piloto de automovilismo anglo-danés.

## Carrera
Bernstorff comenzó su carrera en el automovilismo a la edad de ocho años en el karting, donde estuvo activo hasta 2008. Después de una pausa de un año, hizo su debut en la Fórmula Racing en el Campeonato Británico de Fórmula Ford en 2010. Con el segundo lugar como mejor resultado, terminó segundo en el campeonato, mientras que su compañero Scott Pye se convirtió en campeón. También participó en dos carreras de la Fórmula Ford Benelux.
En 2011, Bernstorff se cambió al ADAC Fórmula Masters, donde comenzó a correr para Motopark Academy. Ganó cinco carreras y subió al podio trece veces, terminando tercero en el campeonato detrás de Pascal Wehrlein y Sven Müller. Este resultado fue provisional, ya que se había invocado en una audiencia. En febrero de 2012, Bernstorff todavía obtuvo el segundo lugar.
En 2012, Bernstorff se cambió a la Fórmula 3, donde comenzó a conducir para ma-con Motorsport en la Fórmula 3 Euroseries y el Campeonato Europeo de Fórmula 3 de la FIA. Con un tercer puesto en Norisring como mejor resultado, finalizó décimo en ambos campeonatos.
En 2013, Bernstorff pasó al Campeonato de Alemania de Fórmula 3, donde jugó para el equipo Lotus. Mientras que sus compañeros de equipo Marvin Kirchhöfer y Artem Markelov se adjudicaron los dos primeros lugares del campeonato, Bernstorff terminó tercero en el campeonato con seis victorias.
En 2014, Bernstorff hizo su debut en la GP3 Series para el equipo Carlin. Con Alex Lynn y Luís Sá Silva como compañeros de equipo, ganó su primera carrera en el campeonato en el Red Bull Ring. Con otros cuatro podios, terminó quinto en el campeonato detrás de Lynn, Dean Stoneman, Marvin Kirchhöfer y Jimmy Eriksson.
En 2015, Bernstorff continúa conduciendo en GP3, pero cambia al equipo Arden International, donde corre junto con Kevin Ceccon y Aleksander Bosak. Con victorias en Spa-Francorchamps y el Autodromo Nazionale di Monza y otros cinco podios, quedó cuarto en la clasificación por detrás de Esteban Ocon, Luca Ghiotto y Marvin Kirchhöfer con 194 puntos.
En 2016, Bernstorff originalmente no corrió, pero durante el último fin de semana de carreras de la GP2 Series en el Circuito Yas Marina, Arden lo llamó para reemplazar al lesionado Jimmy Eriksson.

## Resultados

### GP2 Series
(Clave) (negrita indica pole position) (cursiva indica vuelta rápida puntuable)

| Año  | Escudería           | 1   | 1   | 2   | 2   | 3   | 3   | 4   | 4   | 5   | 5   | 6   | 6   | 7   | 7   | 8   | 8   | 9   | 9   | 10  | 10  | 11  | 11  | Pos. | Puntos | Ref.  |
| ---- | ------------------- | --- | --- | --- | --- | --- | --- | --- | --- | --- | --- | --- | --- | --- | --- | --- | --- | --- | --- | --- | --- | --- | --- | ---- | ------ | ----- |
| 2016 | Arden International | BAR | BAR | MON | MON | BAK | BAK | SPI | SPI | SIL | SIL | BUD | BUD | HOC | HOC | SPA | SPA | MNZ | MNZ | KUA | KUA | YMC | YMC | 25.º | 0      | [ 1 ] |
| 2016 | Arden International |     |     |     |     |     |     |     |     |     |     |     |     |     |     |     |     |     |     |     |     | 17  | 15  | 25.º | 0      | [ 1 ] |